# Xilókastro-Evrostini
Xilókastro-Evrostini (griego: Ξυλόκαστρο-Ευρωστίνη) es un municipio de la República Helénica perteneciente a la unidad periférica de Corintia de la periferia de Peloponeso.
El municipio se formó en 2011 mediante la fusión de los antiguos municipios de Evrostini y Xilókastro (la actual capital municipal), que pasaron a ser unidades municipales. El municipio tiene un área de 411,7 km², de los cuales 310,3 pertenecen a la unidad municipal de Xylókastro.
En 2011 el municipio tiene 17 365 habitantes, de los cuales 13 277 viven en la unidad municipal de Xilókastro.
Se ubica en la parte más septentrional de la periferia de Peloponeso. Por el norte del término municipal, en la costa del golfo de Corinto, pasa la autovía A8, que une Atenas con Patras.